# Owsica spłaszczona
Owsica spłaszczona (Helictochloa planiculmis (Schrad.) Romero Zarco) – gatunek rośliny z rodziny wiechlinowatych.

## Rozmieszczenie geograficzne
Występuje w północno-wschodniej Turcji oraz w Europie południowo-środkowej – od Bułgarii na południu, poprzez Rumunię, kraje byłej Jugosławii i zachodnią Ukrainę, po Słowację i Polskę na północy. W Polsce znanych jest około 30 stanowisk tego gatunku na niżu i kilka w górach. Większość stanowisk znajduje się na Wyżynie Małopolskiej i Wyżynie Śląsko-Krakowskiej. W górach występuje w masywie Śnieżnika oraz w Tatrach w Dolinie Smytniej i na Kominiarskim Wierchu.

## Morfologia

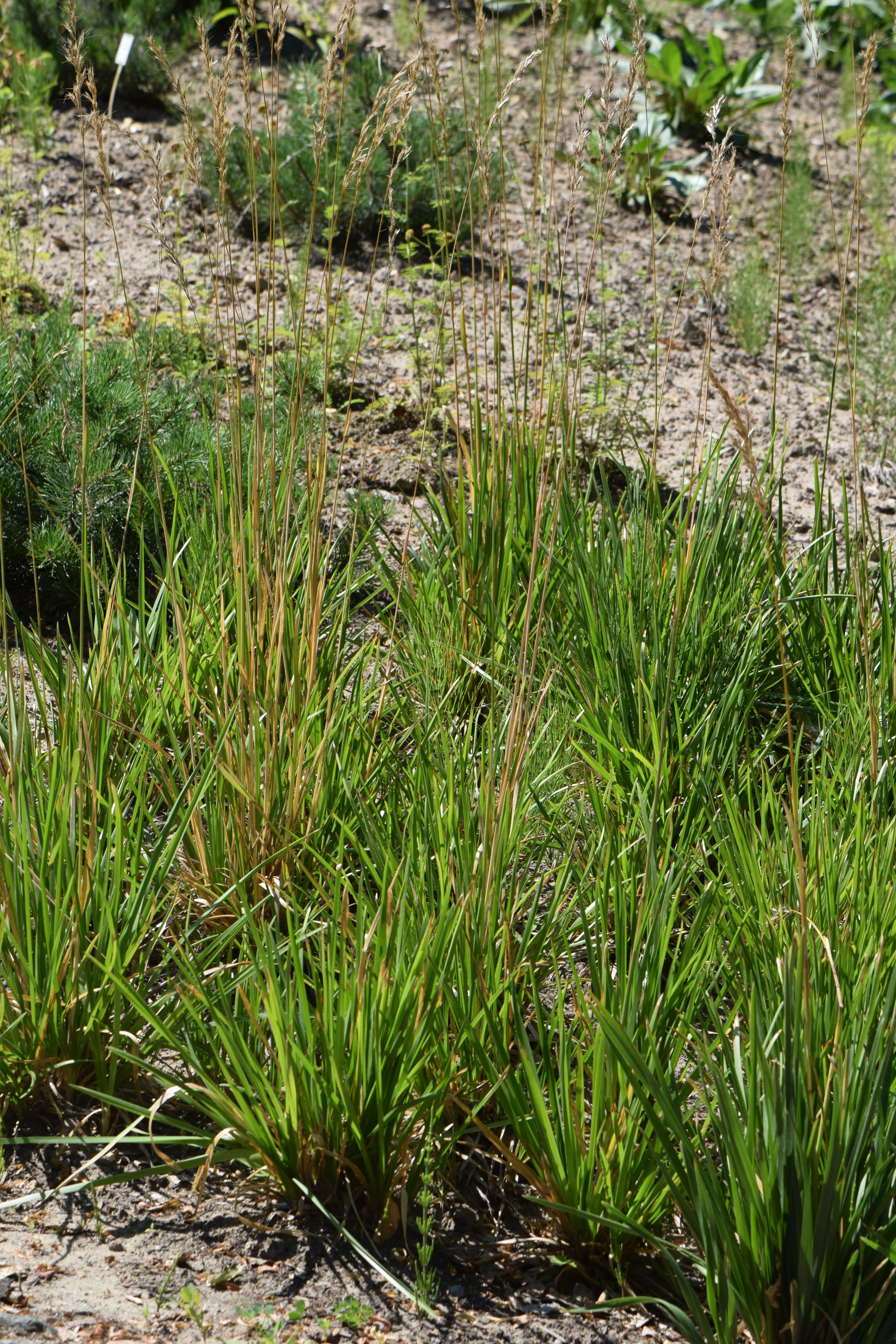
Pokrój

ŁodygaMocne i szorstkie źdźbło o wysokości do 120 cm.
LiściePochwy liściowe szorstkie i spłaszczone. Blaszka liściowa o szerokości ok. 1 cm, u podstawy z długimi, białymi rzęsami.
KwiatyZebrane w brązowo-fioletowo-białawe kłoski, te z kolei zebrane w zbitą wiechę z długimi gałązkami.

## Biologia i ekologia
Bylina, hemikryptofit. W górach rośnie w traworoślach, na niżu – w borach mieszanych, dąbrowach i grądach. Kwitnie od czerwca do sierpnia. Liczba chromosomów 2n=ok. 120.  

## Zagrożenia i ochrona
Kategorie zagrożenia gatunku:
- Kategoria zagrożenia w Polsce według Czerwonej listy roślin i grzybów Polski (2006)[7]: R (rzadki, potencjalnie zagrożony); 2016: VU (narażony)[8]
- Kategoria zagrożenia w Polsce według Polskiej Czerwonej Księgi Roślin: VU (vulnerable, narażony)[9]

Populacja tatrzańska znajduje się na obszarze ochrony ścisłej wyłączonym z ruchu turystycznego w Tatrzańskim Parku Narodowym. Wyhodowane z tej populacji okazy są  uprawiane w Górskim Ogrodzie Botanicznym PAN w Zakopanem.